# Euparkerella
Genre
Euparkerella est un genre d'amphibiens de la famille des Craugastoridae.

## Répartition
Les 5 espèces de ce genre sont endémiques de la forêt atlantique au Brésil. Elles se rencontrent dans les États d'Espírito Santo et de Rio de Janeiro.

## Liste d'espèces
Selon Amphibian Species of the World (19 juin 2015) :
- Euparkerella brasiliensis (Parker, 1926)
- Euparkerella cochranae Izecksohn, 1988
- Euparkerella cryptica Hepp, Carvalho-e-Silva, Carvalho-e-Silva & Folly, 2015
- Euparkerella robusta Izecksohn, 1988
- Euparkerella tridactyla Izecksohn, 1988

## Étymologie
Le nom de ce genre est formé à partir du préfixe eu-, vrai, de parker, en l'honneur de Hampton Wildman Parker, et du suffixe diminutif -ella.

## Publication originale
- Griffiths, 1959 : The phylogeny of Sminthillus limbatus and the status of the Brachycephalidae (Amphibia Salientia). Proceedings of the Zoological Society of London, vol. 132, p. 457-487.